# وادي الشراء
وادي الشراء قرية سعودية، تتبع مركز الشفاء في محافظة الطائف، بمنطقة مكة المكرمة. تقع في شمال مدينة الطائف بمسافة حوالي (30) كم.